# Балджі Анатолій Якович
Балджі Анатолій Якович (2 січня 1942 року, смт Сартана, нині Донецька область — 26 січня 2017 року, смт Сартана, нині Донецька область) — журналіст, громадський діяч.

## Біографія
Балджі Анатолій Якович народився 2 січня 1942 року в грецькій родині в селищі Сартана Донецької області. Батько — Яків Спиридонович, учасник Другої світової війни, загинув під Мелітополем у 1943 році. У 1959 році Анатолій Якович закінчив школу і почав працювати слюсарем на Жданівському машинобудівному заводі. З 1960 року працював у редакції газети "Азовський машинобудівник: коректором, завідувачем відділу листів. З 1964 до 1967 рр. А Я. Балджі пройшов армійську службу в Москві, в газеті внутрішніх військ «Завжди напоготові». Він освоїв друкарську справу, став майстром. Після служби закінчив машинобудівний технікум, а потім у 1982—1987 рр. заочно — факультет журналістики Ростовського державного університету. У 1982—1990 рр. працював завідувачем відділу листів газети «Приазовський робітник». З 1990 року — головний редактор суботнього додатку до газети — «Маріупольський тиждень». Від 1990 року Анатолій Балджі — головний редактор клубу «Елліни Приазов'я», член Конгресу і Президії Федерації грецьких товариств України.
А. Я. Балджі зіграв вагому роль у зведенні в Сартані церкви Святого Георгія, музею, музичної та загальноосвітньої шкіл. З 1996 по 2009 рік був головним редактором газети «Эллины Украины», яку видає ФГТУ.

## Творчість
Як журналіст підготував публікацій з історії грецько-українських відносин, низку репортажів і нарисів про сучасну Грецію.
Балджі Анатолій Якович — автор книг:
- «Гіркий абрикос» (Д., 1994 рік);
- «Елліни Приазов'я: вчора, сьогодня, завтра» (Маріуполь, 1995 рік);
- «Недоспівана пісня Тамари Каци» (Маріуполь, 2000 рік)

## Досягнення
- 1971 рік — член Національної спілки журналістів України.
- 2001 рік — лауреат конкурсу «Преса Донбасу», переможець міського конкурсу «Маріуполець року», переможець конкурсу Міністерства друку Греції на кращу публікацію про греко-українські зв'язки.
- 2002 р. — нагороджений почесним знаком Національної Спілки журналістів України, Почесною грамотою Президента України, дипломами ФГТУ і медаллю Митрополита Ігнатія.
- 2006 рік — рішенням сесії селищної ради йому було присвоєно звання почесного громадянина Сартани.